# 青木敬輔
青木 敬輔（あおき けいすけ、1888年11月 - 没年不詳）は、日本の裁判官。

## 経歴
青木輪之輔の長男として福岡県に生まれる。1908年福岡県立中学修猷館、1913年7月第五高等学校英語法律科を経て、1916年7月京都帝国大学法科大学法律学科（英法）を卒業。
卒業後、司法官試補、予備検事となるが、1918年判事に転じ、徳島地方裁判所、和歌山地方裁判所、大阪地方裁判所、高知地方裁判所、神戸地方裁判所、再び大阪地方裁判所の判事を経て、1927年大阪控訴院（現・大阪高等裁判所）判事に就任する。その後、奈良地方裁判所部長判事、神戸地方裁判所部長判事を歴任し、1940年2月若松区裁判所監督判事兼福島地方裁判所若松支部部長となる。